# Affaire de Poulkovo
L'affaire de Poulkovo (en russe Пу́лковское де́ло, Poulkovskoïé délo) est une affaire criminelle qui a eu lieu en 1936 et 1937 en Union soviétique. Elle était dirigée contre un groupe de scientifiques accusés par le NKVD de « participation à l'organisation terroriste nazie Trotsky-Zinoviev, qui a émergé en 1932 à l'initiative des services de renseignement allemands et vise à renverser le régime soviétique et la création d'une dictature fasciste sur le territoire de l'Union soviétique ». Une estimation précise du nombre de victimes dans l'affaire n'est pas possible. Le nom-même d'« affaire Poulkovo » est apparu plus tard et n'a pas été utilisé au cours de l'enquête. Les scientifiques arrêtés étaient membres de l'Observatoire de Poulkovo mais aussi de nombreuses autres organisations scientifiques : des astronomes, des géologues, des géophysiciens, des géomètres, des mathématiciens furent ainsi arrêtés dans un certain nombre d'institutions scientifiques et éducatives de Leningrad, Moscou et d'autres villes. Cependant, la première grande vague d'arrestations, qui a eu lieu à l'automne 1936, au début des années de la « terreur de Iéjov », a été faite parmi les astronomes de Poulkovo, ce qui explique l'origine du nom de l'affaire. En réalité, ils ont été torturés et exécuté pour leurs découvertes scientifiques selon leurs calculs mathématiques,  l'univers a eu un commencement . Ils ont donc été accusés de thèse créationniste. Parmi les scientifiques victimes de cette affaire il y a le directeur de l'observatoire de Poulkovo Boris Guerassimovitch (1937), Evgueni Perepelkine (1938), Innokenti Balanovski (1937), Dmitri Eropkine (1938), Maximilian Musselius (1938), Piotr Iachnov (ru) (1940) et Boris Numerov (1941).

## Historique du processus
Depuis 1934, la communauté astronomique soviétique comme mondiale se préparait pour l'éclipse solaire du 19 juin 1936, qui devait être observée principalement sur le territoire soviétique. Élargis à cet égard, les contacts étrangers du directeur de l'Observatoire de Poulkovo, Boris Guerassimovitch, ont attiré l'attention du NKVD et une enquête sur « l'organisation de destruction contre-révolutionnaire » parmi l'intelligentsia scientifique et technique de Leningrad a commencé.
À l'été 1936, dans la presse de Leningrad est imprimée une série d'articles condamnant la « situation malsaine » à l'observatoire de Poulkovo et blâmant la « dévotion [des astronomes] à l'étranger », exprimée dans la publication d'ouvrages principalement dans des journaux occidentaux, dans la « pince de la critique » (?), etc..
Ce même été 1936, à Zyrianovsk, dans l'Altaï, Iouri Lepechinski, géophysicien au TsNIGRI, a été arrêté, ce qui a marqué le début d'une série d'arrestations. En août 1936, le directeur adjoint de l'observatoire de Poulkovo, Boris Chiguine, a été arrêté. Ensuite, de novembre 1936 à septembre 1937, a suivi l'arrestation de treize astronomes de Poulkovo ainsi que de la femme de sept d'entre eux, dont le directeur de l'observatoire, Boris Guerassimovitch (il existe une version que l'arrestation hâta son intercession pour les collègues arrêtés par Andreï Jdanov). L'affaire a été traitée selon le scénario élaboré par le NKVD : les méthodes énergiques d'interrogation des personnes arrêtées ont conduit au fait qu'elles stipulaient non seulement elles-mêmes mais aussi leurs collègues. Selon certaines estimations, plus d'une centaine de personnes ont été arrêtées, dont le professeur de l'Université d'État de Leningrad, le membre correspondant de l'Académie des sciences de l'URSS Vladimir Fock, le professeur Vsevolod Frederiks (ru) de l'Université d'État de Leningrad et d'autres astronomes, pour un total de 10 à 20 % du nombre total de travailleurs actifs à ce moment-là parmi les astronomes de l'URSS.
Selon le NKVD, la création d'un « centre contre-révolutionnaire » a eu lieu en mars 1932, lors d'une conférence géophysique à Sverdlovsk. Le « centre » était dirigé, selon l'accusation, par le directeur de l'Institut d'astronomie Boris Numerov, qui avait son « groupe contre-révolutionnaire » depuis 1929. Selon l'enquête, une vaste organisation avec un centre à Leningrad avait des succursales à Moscou, Kiev, Kharkov, Dniepropetrovsk, Novossibirsk et d'autres villes. En 1933, le « centre » aurait établi un lien avec l'organisation Trotski-Zinoviev de Leningrad. Selon la directive de ce dernier, selon la version de l'enquête, la préparation d'actes terroristes contre les dirigeants du VKP(b) et le gouvernement soviétique commençait. À des réunions organisées en 1933-1936, des membres de l'organisation en seraient venus à une décision sur la nécessité de la terreur contre Staline et, à la dernière réunion en février 1936, il aurait été décidé de préparer l'organisation d'un tel acte terroriste. Les participants à la « conspiration » ont également été accusés de sabotage (sabotage d'observations d'éclipses solaires, dissimulation de dépôts de minéraux, etc.).
Du 20 au 26 mai 1937, la session de visite du Soviet suprême des forces armées de l'URSS à Leningrad a porté sur les affaires portées par « l'affaire Poulkovo ». Les accusés ont été inculpés en vertu des paragraphes 6, 7, 8, 10 et 11 de l'article 58 du Code pénal de la RSFSR (espionnage, sabotage, terreur, agitation anti-soviétique). Certains des accusés (Pavel Karatyguine, Pavel Kouznetsov, Sergueï Guirine, Aleksandre Konstantinov, Mikhaïl Baldine, Iouri Lepechinski) ont été condamnés à être fusillés, d'autres ont été condamnés à 10 ans de camp de travail pénitentiaire avec confiscation de biens et perte de droits pour 5 ans et autres peines d'emprisonnement.
Les arrestations de scientifiques liées à « l'affaire Poulkovo » se sont poursuivies même après le procès du principal groupe d'accusés. En particulier, à l'automne 1937, les épouses des condamnés ont été arrêtées et condamnées à diverses peines d'emprisonnement dans des camps de travail pénitentiaires pour diverses durées d'emprisonnement. Les proches (ru) des scientifiques ont également été exilés. Le 30 novembre 1937, le directeur de l'observatoire de Poulkovo Boris Guerassimovitch fut condamné à être fusillé.
Plus tard, l'ingénieur-inventeur Léon Theremin (Lev Termen), arrêté en 1939, fut accusé d'avoir préparé avec des complices parmi les astronomes de l'Observatoire de Poulkovo l'attentat terroriste contre Sergueï Kirov en 1934, où la bombe était censée avoir été construite dans le pendule de Foucault et était censée exploser au moment de l'examen de ce pendule par Kirov lors d'une visite à l'observatoire.